# Momoko Tanikawa
Tanikawa Momoko (谷川萌々子?, Momoko Tanikawa; Prefettura di Aichi, 7 maggio 2005) è una calciatrice giapponese, centrocampista del Bayern Monaco e della nazionale giapponese.

## Carriera

### Nazionale
Nel settembre 2022 il tecnico federale Michihisa Kano, responsabile della selezione under 17, inserisce Tanikawa tra le 21 giocatrici convocate per disputare la fase finale del mondiale di India 2022 e dopo averla fatta debuttare da titolare nell'amichevole persa 2-1 con le pari età degli Stati Uniti del 3 ottobre, la impiega in tutti i quattro incontri del mondiale fino ai quarti di finale quando, battuta 2-1 dalla Spagna che poi si laureerà campione del mondo di categoria per la seconda volta, la elimina dal torneo.
Un anno dopo, in maggio, Kano, responsabile anche della under 19, la riconvoca nella squadra che partecipa all'edizione 2023 della Sud Ladies Cup, torneo a invito per nazionali giovanili femminili analogo al torneo Maurice Revello, manifestazione che la sua nazionale vince a punteggio pieno con tre vittorie su tre partite previste. Anche qui il tecnico la impiega in tutti i tre incontri disputati dalla sua nazionale dove Tanikawa si distingue venendo inserita nella Best XI.
Un mese più tardi arriva la prima convocazione in nazionale maggiore, chiamata dal commissario tecnico Futoshi Ikeda nello stage di valutazione all'incontro di MS&AD Cup 2023 e che definirà anche la lista delle 23 giocatrici che disputeranno il Mondiale di Australia e Nuova Zelanda 2023.. Inserita in rosa per la partita di MS&AD Cup del 14 luglio con Panama, esordiente al mondiale e vinta 5-0 dal Giappone, in quell'occasione non scende in campo.
Sfumata l'occasione del mondiale, Ikeda la chiama per disputare il torneo femminile di calcio ai XIX Giochi asiatici, che sebbene noti anche come Giochi asiatici di Hangzhou 2022 vennero disputati un anno più tardi per le restrizioni dovute alla lotta alla diffusione della pandemia di COVID-19 in Cina. Debutta da titolare nel primo incontro del Giappone nel gruppo D della fase a gironi, siglando anche due delle reti con cui la sua squadra il 22 settembre supera nettamente il Bangladesh con il risultato di 8-0, giocando quattro delle restanti cinque partite sino alla finale vinta 4-1 sulla Corea del Nord che assegna alle Nadeshiko Japan la terza medaglia d'oro del torneo.
In seguito il ct giapponese continua a darle sempre più fiducia e intervallate da amichevoli tra fine 2023 e il 2024 viene convocata per le qualificazioni al torneo femminile di calcio delle Olimpiadi di Parigi 2024 e per l'edizione 2024 della SheBelieves Cup, per poi essere inserita tra le 18 ragazze in partenza per Parigi.

## Statistiche

### Presenze e reti nei club
Statistiche (parziali) aggiornate al 3 giugno 2025.
| Stagione        | Squadra         | Campionato      | Campionato | Campionato | Coppe nazionali | Coppe nazionali | Coppe nazionali | Coppe continentali | Coppe continentali | Coppe continentali | Altre coppe | Altre coppe | Altre coppe | Totale | Totale | Totale |
| Stagione        | Squadra         | Comp            | Pres       | Reti       | Comp            | Pres            | Reti            | Comp               | Pres               | Reti               | Comp        | Pres        | Reti        | Pres   | Reti   |        |
| --------------- | --------------- | --------------- | ---------- | ---------- | --------------- | --------------- | --------------- | ------------------ | ------------------ | ------------------ | ----------- | ----------- | ----------- | ------ | ------ | ------ |
| 2024            | Rosengård       | DS              | 20         | 16         | CS+CS           | 4+1             | 3               | -                  | -                  | -                  | -           | -           | -           | 9      | 10     |        |
| gen.-giu. 2025  | Bayern Monaco   | FB              | 6          | 0          | CG              | 2               | 1               | UWCL               | 2                  | 0                  | ST          | -           | -           | 10     | 1      |        |
| Totale carriera | Totale carriera | Totale carriera | 26         | 16         | -               | 7               | 4               | -                  | 2                  | 0                  | -           | -           | -           | 35     | 20     |        |

### Cronologia presenze e reti in nazionale
| Cronologia completa delle presenze e delle reti in nazionale ― Giappone | Cronologia completa delle presenze e delle reti in nazionale ― Giappone | Cronologia completa delle presenze e delle reti in nazionale ― Giappone | Cronologia completa delle presenze e delle reti in nazionale ― Giappone | Cronologia completa delle presenze e delle reti in nazionale ― Giappone | Cronologia completa delle presenze e delle reti in nazionale ― Giappone | Cronologia completa delle presenze e delle reti in nazionale ― Giappone | Cronologia completa delle presenze e delle reti in nazionale ― Giappone |
| Data                                                                    | Città                                                                   | In casa                                                                 | Risultato                                                               | Ospiti                                                                  | Competizione                                                            | Reti                                                                    | Note                                                                    |
| ----------------------------------------------------------------------- | ----------------------------------------------------------------------- | ----------------------------------------------------------------------- | ----------------------------------------------------------------------- | ----------------------------------------------------------------------- | ----------------------------------------------------------------------- | ----------------------------------------------------------------------- | ----------------------------------------------------------------------- |
| 22-9-2023                                                               | Wenzhou                                                                 | Giappone                                                                | 8 – 0                                                                   | Bangladesh                                                              | XIX Giochi asiatici                                                     | 2                                                                       |                                                                         |
| 28-9-2023                                                               | Wenzhou                                                                 | Giappone                                                                | 7 – 0                                                                   | Vietnam                                                                 | XIX Giochi asiatici                                                     | -                                                                       |                                                                         |
| 30-9-2023                                                               | Wenzhou                                                                 | Giappone                                                                | 8 – 1                                                                   | Filippine                                                               | XIX Giochi asiatici                                                     | 1                                                                       | 67’                                                                     |
| 3-10-2023                                                               | Hangzhou                                                                | Cina                                                                    | 3 – 4                                                                   | Giappone                                                                | XIX Giochi asiatici                                                     | 1                                                                       |                                                                         |
| 6-10-2023                                                               | Hangzhou                                                                | Giappone                                                                | 4 – 1                                                                   | Corea del Nord                                                          | XIX Giochi asiatici                                                     | 1                                                                       |                                                                         |
| 30-11-2023                                                              | San Paolo                                                               | Brasile                                                                 | 4 – 3                                                                   | Giappone                                                                | Amichevole                                                              | -                                                                       | 68’                                                                     |
| 3-12-2023                                                               | San Paolo                                                               | Brasile                                                                 | 0 – 2                                                                   | Giappone                                                                | Amichevole                                                              | -                                                                       | 84’                                                                     |
| 24-2-2024                                                               | Gedda                                                                   | Corea del Nord                                                          | 0 – 0                                                                   | Giappone                                                                | Qual. Olimpiadi 2024                                                    | -                                                                       | 69’                                                                     |
| 6-4-2024                                                                | Atlanta                                                                 | Stati Uniti                                                             | 2 – 1                                                                   | Giappone                                                                | SheBelieves Cup 2024                                                    | -                                                                       | 46’                                                                     |
| 31-5-2024                                                               | Murcia                                                                  | Giappone                                                                | 2 – 0                                                                   | Nuova Zelanda                                                           | Amichevole                                                              | -                                                                       | 46’                                                                     |
| 28-7-2024                                                               | Parigi                                                                  | Brasile                                                                 | 1 – 2                                                                   | Giappone                                                                | Olimpiadi 2024 - 1º turno                                               | 1                                                                       | 80’                                                                     |
| 31-7-2024                                                               | Nantes                                                                  | Giappone                                                                | 3 – 1                                                                   | Nigeria                                                                 | Olimpiadi 2024 - 1º turno                                               | -                                                                       | 90+3’                                                                   |
| 26-10-2024                                                              | Tokyo                                                                   | Giappone                                                                | 4 – 0                                                                   | Corea del Sud                                                           | Amichevole                                                              | 1                                                                       | 46’                                                                     |
| 23-2-2025                                                               | Glendale                                                                | Colombia                                                                | 1 – 4                                                                   | Giappone                                                                | SheBelieves Cup 2025                                                    | 1                                                                       | 69’                                                                     |
| Totale                                                                  |                                                                         | Presenze                                                                | 14                                                                      |                                                                         | Reti                                                                    | 8                                                                       |                                                                         |

## Palmarès

### Club
- Campionato giapponese femminile di seconda categoria: 1

JFA Academy Fukushima: 2021

### Nazionale
- Giochi asiatici: 1

Hangzhou 2022
- SheBelieves Cup: 1

2025

### Individuale
- Capocannoniere del Campionato mondiale femminile under 17: 1

2022 (4 reti assieme a Loreen Bender e Linda Caicedo)
- Capocannoniere della Damallsvenskan: 1

2024 (16 gol)